# Goulagou
Goulagou est une localité située dans le département de Namissiguima de la province du Yatenga dans la région Nord au Burkina Faso.

## Géographie
La ville se trouve dans le département de Namissiguima (Yatenga). Deux entités constituent Goulagou, dénommées Goulagou I et II.

## Économie
Après sa découverte en 2014, l'économie du village est liée depuis 2015 à l'exploitation industrielle du site aurifère local par la société canadienne True Gold Mining – dans le cadre du projet régional de Karma –, non sans conflits parfois violents avec la population qui est opposée à cela.

## Santé et éducation
Le centre de soins le plus proche de Goulagou est le centre de santé et de promotion sociale (CSPS) de Namissiguima tandis que le centre hospitalier régional (CHR) se trouve à Ouahigouya.
Le village possède un centre polyvalent de formation (CPL).